# Gerardo Majella
São Gerardo Majella ou Maiella C.Ss.R. (Muro Lucano, 6 de abril de 1726 — Caposele, 16 de outubro de 1755) foi um irmão leigo da Congregação do Santíssimo Redentor (redentoristas) italiano, venerado como santo pela Igreja Católica.

## História
Majella era filho de um alfaiate. Seu pai morreu quando ele tinha doze anos de idade e sua família ficou em estado de extrema pobreza. Tentou entrar na Ordem dos Capuchinhos, mas este os recusaram devido a sua condição de saúde. Já junto à Congregação dos Redentoristas, este foi aceito sem resistências e serviu como sacristão, jardineiro, porteiro, enfermeiro e alfaiate.
Durante sua trajetória como religioso, em 1754, foi acusado falsamente de ser o pai do filho de uma mulher gravida, Néria Caggiano. Ele retirou-se, entrou em retrete.  A referida mulher se arrependeu, retratando-se e inocentando-o. Por isso sua ligação como patrono de todos os aspectos da gravidez. Ele também tinha a fama de ser bilocate (a capacidade de estar presente em dois lugares ao mesmo tempo) e de ser vidente.
Faleceu vítima de tuberculose, foi beatificado em 29 de janeiro de 1893 pelo Papa Leão XIII, e canonizado em 11 de dezembro de 1904 pelo Papa Pio X. O seu dia é comemorado em 16 de outubro e é padroeiro dos alfaiates, das boas confissões, das crianças, das pessoas falsamente acusadas, das gestantes, dos irmãos leigos, das mães, das maternidades, do movimento pró-vida, de Muro Lucano, dos nascituros, do parto e dos porteiros.